# Гуарани Футебол Клубе
Гуарани Футебол Клубе (на португалски Guarani Futebol Clube) е бразилски футболен клуб от град Кампинаш, Сао Пауло.

## История
Гуарани Футебол Клубе е основан на 2 април 1911 г. в град Кампинаш, щат Сао Пауло от група студенти между които и Висенте Матало, който по-късно става първият президент на клуба. Името на клуба идва от псевдонима „Гуарани II“ на маестро Антонио Карлош Гомеш роден в Кампинаш, Бразилия и е един от най-известните класически композитори на деветнадесети век.
През 1949 г., Гуарани става шампион на Кампеонато Паулища и печели право да играе в първа дивизия от следващия сезон. През 1978 г. става шампион на Бразилия, а през 1986 и 1987 г. е вицешампион.

## Успехи
Кампеонато Бразилейро
- Шампион (1): 1978
  - Вицешампион (2): 1986, 1987

Бразилия Серия Б
- Шампион (1): 1981
  - Вицешампион (2): 1991, 2009

Бразилия Серия Ц
- - Вицешампион (1): 2008

Кампеонато Паулища
- - Вицешампион (1): 1988

## Известни футболисти
- Елано
- Минейро
- Аилтон
- Алекс Рафаел Мескини
- Амарал
- Карека
- Джалминя
- Жоазиньо
- Адемар Жуниор
- Луизао
- Мауро Силва
- Ренато
- Рикардо Роча
- Сони Андерсон
- Теле Сантана
- Адалтон Жувенал
- Дерлей

## Бивши треньори
- Пепе